# 国友善兵衛
国友 善兵衛（くにとも ぜんべえ、生没年不詳）は、近江国国友村で鉄砲製作が初めて行われた際の鍛冶職人。
1544年、室町幕府将軍足利義晴が管領細川晴元に命じて鉄砲製作を依頼し、善兵衛によって2挺の鉄砲が献上された。以後国友村は鉄砲の一大産地として、生産体制を整えてゆく。
桶狭間の戦いで国友製の鉄砲が織田信長により初めて戦力として使用された。長篠の戦いでも国友の量産鉄砲が投入されている。